# Lisa Siwe
Lisa Christina Siwe ([siːvɛ]), född 17 augusti 1968 i stadsdelen Tynnered i Göteborg, är en svensk regissör.
Siwe har studerat vid Stockholms Filmskola och Dramatiska Institutets film- och regilinje där hon tog examen 1999. Hennes uppmärksammade och prisade examensfilm Födelsedagar och andra katastrofer ledde till arbete på ett produktionsbolag i New York. Siwe har bland annat regisserat TV-serierna Orka! Orka! (2004) och Wallander-serien Brandvägg  (2006). 2009 långfilmsdebuterade hon med I taket lyser stjärnorna som baserar sig på Johanna Thydells Augustprisvinnande bok med samma namn. Siwe vann 2010 en Guldbagge i kategorin Bästa regi för arbetet med filmen som även blev nominerad i kategorin Bästa film. 

## Filmografi
- 1997 – Daydreams (kortfilm)
- 1999 – Födelsedagar och andra katastrofer (kortfilm)
- 2004 – Orka! Orka! (TV-serie)
- 2005 – Länge leve Lennart (kortfilm)
- 2006 – Brandvägg
- 2009 – I taket lyser stjärnorna
- 2011 – Bron (TV-serie) (två avsnitt)
- 2015 – Glada hälsningar från Missångerträsk
- 2015–2017 – Modus (TV-serie)
- 2019 – Temple (TV-serie)
- 2021 – Tell Me Your Secrets
- 2022 – Red Rose
- 2025 – Genombrottet (TV-serie)